# Florimond de Namur d'Elzée
 (août 2024).
Florimond de Namur d'Elzée et de Dhuy, né à Dhuy le 13 novembre 1826 et mort le 2 mai 1890, est un homme politique belge.

## Fonctions et mandats
- Membre du Sénat belge : 1875-1890

## Sources
- Oscar COOMANS DE BRACHÈNE, État présent de la noblesse belge, Annuaire 1995, Brussel, 1995.
- Le parlement belge 1831 - 1894: données biographiques, Académie Royale de Belgique, Commission de la Biographie Nationale, 1996 (ISBN 978-2-8031-0140-5)